# Лукьяново (Серпуховский район)
Лукья́ново — деревня в городе областного подчинения Серпухов с административной территорией (с 2019) Московской области России. Входит (с 2018) в муниципальное образование городской округ Серпухов.

## География
Расположена в южной части бывшего Серпуховского района, на правом берегу Оки, на перекрёстке шоссе, идущего от Липиц (от трассы M2 «Крым») в Подмоклово и Ланьшино, и старого Симферопольского шоссе.
Находится 5 километрах на восток от Подмоклова, в 1 километре на север от посёлка Кирпичного завода, в 2 километрах на запад от Михайловки. На западе деревня ограничена путями Курского направления Московской железной дороги.

## История
В советское время — центр Лукьяновского сельского совета, население которого было занято в основном в совхозе «Заокский».
Через деревню Лукъяново проходит старое Симферопольское шоссе, по которому до конца 1980-х годов осуществлялось автомобильное движение от Серпухова в Тульскую область. На рубеже 1980—1990-х годов старый двухъярусный мост через Оку постройки 1867 годов был разобран, и движение автомобилей в Серпухов стало возможным только по новой трассе «М2».

### Административно-территориальная принадлежность
В конце XIX — начале XX века село в составе Каширского уезда Тульской губернии.
В 1994—2006 годах — центр Лукьяновского сельского округа.
В ходе Муниципальной реформы 2006 года деревня включена в состав Липицкого сельского поселения Серпуховского района Московской области.
Законом Московской области № 220/2018-ОЗ от 14 декабря 2018 года Липицкое сельское поселение и Серпуховский муниципальный район были упразднены и деревня Лукьяново с 30 декабря 2018 года вошло в муниципальное образование  городской округ Серпухов.
7 апреля 2019 года вместо Серпуховского района как административно-территориальной единицы области был образована новая АТЕ: город областного подчинения Серпухов с административной территорией, куда стала входить деревня Лукьяново.

## Население
| 2002 | 2006 | 2010 |
| ---- | ---- | ---- |
| 220  | ↘213 | ↘210 |

## Инфраструктура
В деревне расположены: детский сад, начальная школа, ставшая филиалом Липицкой средней общеобразовательной школы в 2008 году, магазин «Пятёрочка» и стройматериалов. При восстановленном в 2010-е годы Никольском храме начали действовать воскресная школа детей и православная библиотека.

## Достопримечательности
Церковь Николая Чудотворца (Никольский храм) — сооружена в 1835 году на средства Д. С. Степанова.

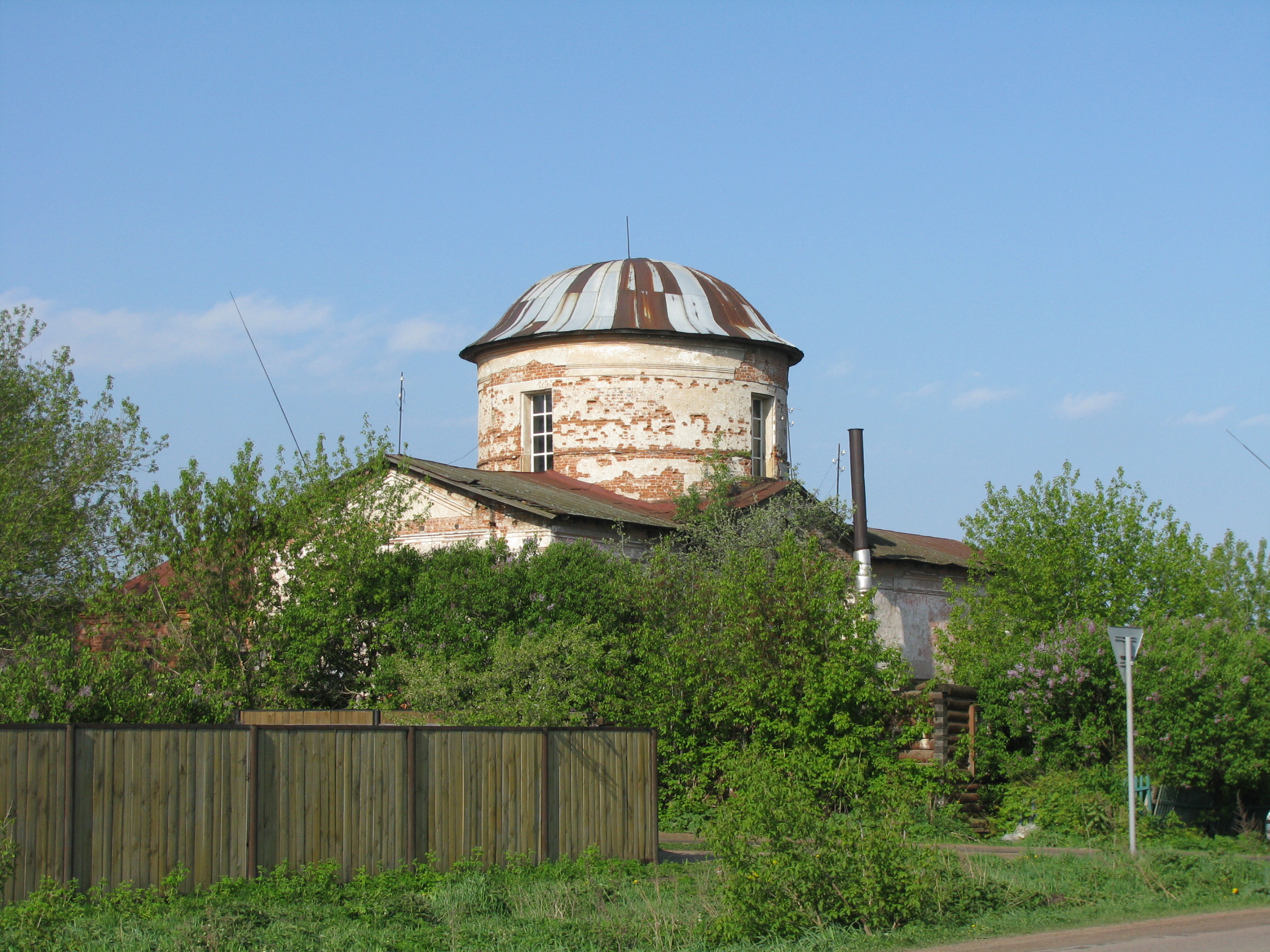
Никольский храм, 2008

Однокупольная, в стиле позднего классицизма с выделенными четырёхколонными портиками боковых фасадов. Использовалась как домовый усадебный храм. В 1854 году к западному фасаду была пристроена трехъярусная колокольня.
В советское время была закрыта, колокольня полностью разобрана в 1930-х годах. Помещение использовали как производственное.
В 2000 году храм обрёл настоятеля и с 2002 года здесь вновь проводятся службы. Внутреннее пространство было освобождено от производственного оборудования и капитальных перекрытий, возведённых в советское время.
 В 2013 году был отреставрирован храмовый купол и воссоздана колокольня. Ныне храм заново оштукатурен и покрашен.

## Транспорт
Действует автобусное сообщение с Серпуховым: № 28: Серпухов — Ланьшино, № 32: Серпухов — Птицесовхоз.
 А также электропоезда до Серпухова (12 м.) и Тулы (1 ч 20 м.).
В полукилометре к западу от Лукьянова расположена платформа 107 километр.
До 1988 года в непосредственной близости от Лукьянова на старом Симферопольском шоссе находился двухъярусный автомобильно-железнодорожный мост, разборка которого существенно ухудшила транспортную доступность Серпухова.